# Radiomètre de Crookes
 (juillet 2017).
Si vous disposez d'ouvrages ou d'articles de référence ou si vous connaissez des sites web de qualité traitant du thème abordé ici, merci de compléter l'article en donnant les références utiles à sa vérifiabilité et en les liant à la section « Notes et références ».

Animation du radiomètre de Crookes

Le radiomètre de Crookes consiste en une ampoule sous vide partiel, dans laquelle on a disposé un système rotatif constitué d’un axe de métal sur lequel peut tourner un ensemble de quatre ailettes de mica dont chacune a une des faces noircie au noir de fumée et l’autre argentée. Exposées à un rayonnement électromagnétique, ces ailettes se mettent à tourner d’autant plus vite que le rayonnement est important. Toutefois, la puissance de ce moteur est négligeable, contrairement à ce que « montre » le film Pitch Black, qui lui fait mouvoir un véhicule dans du sable (plusieurs kilowatts).
Il a été inventé en 1873 par William Crookes pour mesurer les radiations magnétiques, mais les causes de la mise en rotation du dispositif ont été le sujet de plusieurs débats scientifiques pendant une dizaine d'années, avant que l'explication actuelle soit publiée en 1879,.
On constate que la chaleur de la main est suffisante pour que tourne, même lentement, le dispositif. En effet, la chaleur rayonnée est un rayonnement infrarouge.

## Vide partiel
L'effet commence à quelques torr (quelques centaines de pascals), augmente jusqu'à environ 0,01 torr (environ 1 Pa), puis baisse, et disparaît vers 10−6 torr (vers 10−4 Pa). Généralement, une pression de 5 pascals est utilisée.

## Clarifications thermodynamiques

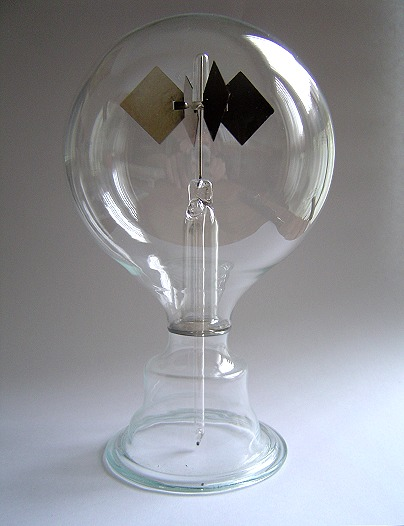
Radiomètre de Crookes

Tout appareil destiné à mesurer la température doit détecter une différence de température. Ici la face noircie du dispositif s'échauffe plus que la face argentée puisque l’énergie radiante provenant de la lumière, ou de la chaleur rémanente, est davantage absorbée par cette face que par la face argentée. La portion de gaz en contact avec la face noircie est donc plus chaude que la portion de gaz en contact avec la face argentée. La première portion de gaz se dilate donc plus que la deuxième et « pousse » la face noircie plus fort que la face argentée ce qui fait finalement tourner le moulin dans le sens de la face noircie « poussant » la face argentée.
Un vide plus poussé, malgré un éclairage intense, fait cesser la rotation. En 1900, Pyotr Lebedev montre que sous un vide encore plus poussé, le dispositif tourne alors à l’envers : la face argentée « poussant » la face noircie grâce à la pression de radiation.
William Crookes avait initialement inventé cet appareil pour détecter la pression de radiation de la lumière, théorie originellement proposée par James Clerk Maxwell. Si la pression de la lumière met en mouvement les ailettes, celles-ci devraient tourner en sens inverse (la face argentée poussant la face noircie) puisque le noir absorbe et le brillant rejette.
Du fait de la rotation, où la face noire pousse la face argentée, Arthur Schuster a remis en cause la destination de l’appareil en supposant que les forces agissantes résidaient à l’intérieur du dispositif. Son raisonnement consistait à dire : si une pression légère facilitait la rotation, un vide plus poussé devait la favoriser davantage. Or, il n’en est rien, comme l’a montré Pyotr Lebedev avec un appareil à vide plus performant. 
Finalement, Albert Einstein montra que les pressions exercées sur chacune des faces d’une ailette ne sont pas égales. Et Osborne Reynolds démontra que, en moyenne, les molécules de gaz se déplacent de la face froide vers la face chaude (du brillant au noirci) provoquant une différence de pression sensiblement proportionnelle à la racine carrée de la différence des températures. 
Les  forces décrites par Einstein et Reynolds correspondent à des régimes différents. Selon la pression, c'est l'une de ces deux forces qui est dominante.